# Łącko (Grunwald)
Łącko (deutsch Fritzchen) ist ein kleiner Ort in der polnischen Woiwodschaft Ermland-Masuren und gehört zur Gmina Grunwald (Landgemeinde Grünfelde) im Powiat Ostródzki (Kreis Osterode in Ostpreußen).

## Geographische Lage
Łącko liegt im südlichen Westen der Woiwodschaft Ermland-Masuren, 24 Kilometer südöstlich der Kreisstadt Ostróda (deutsch Osterode in Ostpreußen).

## Geschichte
Bestehend aus mehreren kleinen Gehöften gehörte Fritzchen bis 1945 zu Tannenberg (polnisch Stębark), bis 1908 zum Gut Tannenberg, danach zur Landgemeinde Tannenberg.
1945 wurde der kleine Ort in Kriegsfolge zusammen mit dem südlichen Ostpreußen an Polen überstellt. Als Kolonie gehört er heute zur Gmina Grunwald (Landgemeinde Grünfelde) mit Sitz in Gierzwałd (Geierswalde) im Powiat Ostródzki (Kreis Osterode in Ostpreußen), bis 1998 der Woiwodschaft Olsztyn, seither der Woiwodschaft Ermland-Masuren mit Sitz in Olsztyn (Allenstein) zugehörig.

## Kirche
Bis 1945 war Fritzchen in die evangelische Kirche Tannenberg (polnisch Stębark) in der Kirchenprovinz Ostpreußen der Kirche der Altpreußischen Union, außerdem in die römisch-katholische Kirche Thurau (polnisch Turowo) im Bistum Ermland eingepfarrt.
Heute gehört Łącko evangelischerseits zur Kirche Olsztynek (Hohenstein) in der Pfarrei Olsztyn (Allenstein) in der Diözese Masuren der Evangelisch-Augsburgischen Kirche in Polen, katholischerseits zur Pfarrkirche in Stębark (Tannenberg) im Erzbistum Ermland.

## Verkehr
Łącko liegt nördlich der Woiwodschaftsstraße 537 und ist von Frygnowo (Frögenau) aus über eine Nebenstraße zu erreichen, die nach Pacółtowo (Groß Pötzdorf) führt. Ein Bahnanschluss besteht nicht.